# Paramillo del Quindío

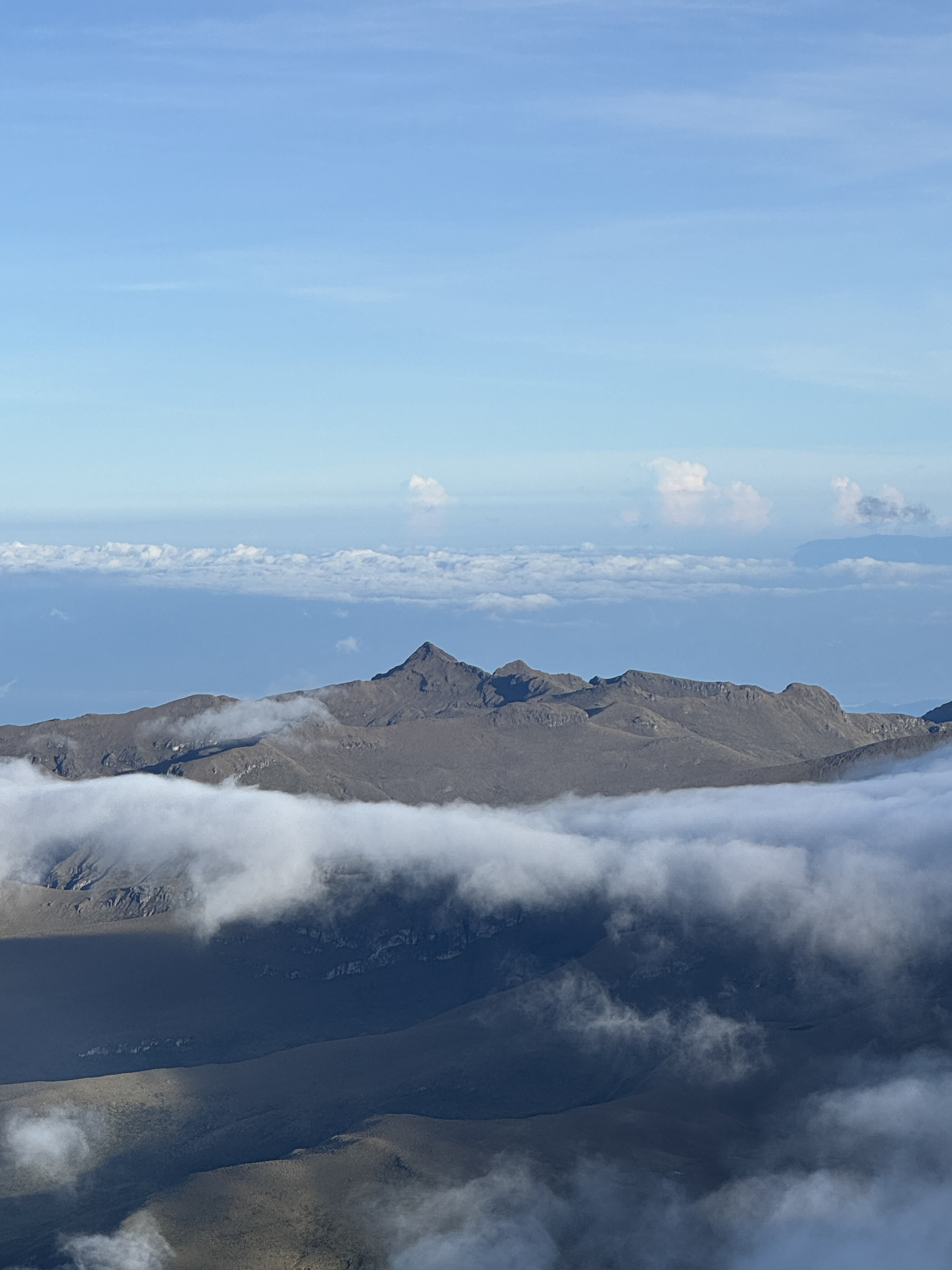
Vista del Paramillo del Quindío desde el Nevado del Tolima en julio del 2024

El Paramillo del Quindío, anteriormente conocido como Nevado del Quindío, es un volcán activo ubicado en la Cordillera Central de los Andes, en Colombia. Su cumbre es el trifinio de Quindío, Risaralda y Tolima, siendo también el punto más alto del primero. Tiene una altitud de  4.760 m s. n. m. Gracias a su ubicación, hace parte del parque nacional natural Los Nevados, donde se encuentran además los Nevados del Ruiz, del Tolima, de Santa Isabel y el Cisne. Sin embargo, no existen registros históricos de que allí se haya producido alguna erupción, el Servicio Geológico Colombiano lo monitorea como volcán activo debido a registros sísmicos de baja intensidad frecuentes en su área de influencia, a algunas fuentes de aguas termales, a abundantes yacimientos de azufre y fumarolas de gases; aunque estas son muy poco frecuentes.
Geológicamente, el Nevado del Quindío es un estratovolcán que forma parte del macizo volcánico Ruiz–Tolima. Los campos de nieve y glaciares en la montaña han ido decreciendo de manera progresiva alrededor del 10% anual desde las primeras mediciones científicas llevadas a cabo a finales de la década de 1980, presumiblemente como consecuencia del efecto invernadero, una causa del calentamiento global. No obstante, la montaña ofrece bellos paisajes, lo que la convierte en un foco turístico de la región, tanto así que su parte más baja constituye un bosque nuboso rico en especies endémicas.

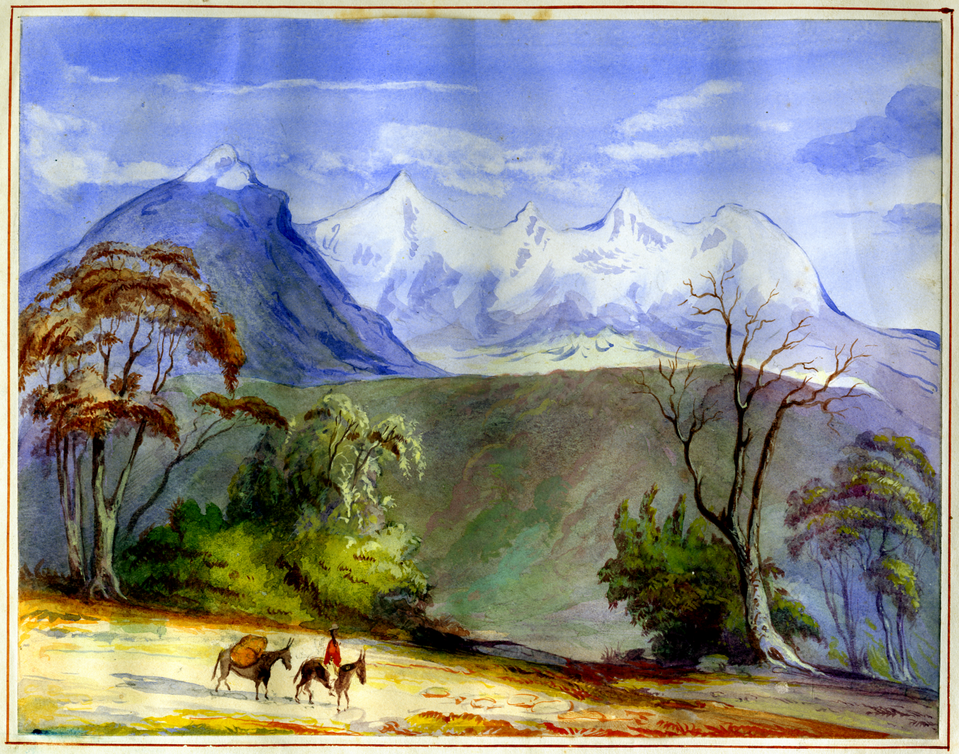
Nevado del Quindio, provincia del Cauca, acuarela de Manuel María Paz en 1853.

El botánico alemán von Humboldt visitó el área en 1801, lo que le permitió describir especies desconocidas hasta entonces, como el frailejón.

## Geología del volcán
A nivel geológico, el Paramillo del Quindío es un estratovolcán maduro del macizo Ruiz–Tolima, cuya morfología está marcada por un antiguo colapso del edificio volcánico sobre su flanco suroeste, formando una concavidad amplia de aproximadamente 2 km. Esta estructura se considera resultado de una cráter glaciar antiguo o caldera erosionada por procesos del Pleistoceno. Aunque no muestra evidencias de erupciones recientes, se ha identificado intensa alteración hidrotermal, incluyendo depósitos de azufre y alteración mineral en rocas lávicas e ignimbritas dentro del complejo volcánico más grande de la región. Desde finales de los años 1980, el Paramillo del Quindío ha sufrido una reducción anual aproximada del 10 % de su cobertura de nieve y hielo debido al cambio climático, similar a otros nevados del Parque Nacional Natural Los Nevados. Esta disminución ha transformado su apariencia glacial a un paisaje dominado por vegetación de páramo y bosques nublados, lo que lo convierte actualmente en un hermoso destino de ecoturismo por su paisaje volcánico y biodiversidad endémica. 

## Flora y Fauna
El Parque Nacional Natural Los Nevados es una de las áreas protegidas más biodiversas de los Andes colombianos, con una amplia gama de ecosistemas que incluyen páramos, superpáramo, humedales y bosques altoandinos. En su 80 % predomina el páramo con pajonales, turberas y arbustales, mientras que el superpáramo —o paisaje lunar— alberga organismos extremófilos adaptados a condiciones de frío extremo. En las zonas más bajas se encuentran bosques altos andinos con vegetación exuberante y coberturas vegetales bien desarrolladas. 

### Flora destacada
1. Los frailejones (Espeletia hartwegiana) dominan los páramos, siendo esenciales para la captación de agua y regulación hídrica[7]
2. Plantas endémicas como el cacho de venado (Loricaria colombiana) prosperan en el superpáramo gracias a su adaptabilidad a suelos rocosos y exposición solar extrema.[8]
3. En las zonas de bosque altoandino abundan especies como la palma de cera del Quindío (Ceroxylon quindiuense), el siete cueros de páramo (Polylepis sericea) y arbustos del género Diplostephium, Hypericum y campanos, entre otros.[8]

### Fauna emblemática
1. Aves como el Periquito de los Nevados (Bolborhynchus ferrugineifrons), la Cotorra coroniazul (Hapalopsittaca fuertesi), el Cóndor andino (Vultur gryphus) y el Colibrí de páramo (Oxypogon stubelii) destacan por su importancia ecológica y muchas están en riesgo o son endémicas. [9]
2. Mamíferos característicos incluyen la danta de páramo (Tapirus pinchaque), el venado conejo (Pudu mephistophiles), el venado colorado (Mazama rufina), el tigrillo (Leopardus tigrinus) y el puma (Puma concolor). Además, se han identificado al menos 20 especies de murciélagos con funciones ecológicas clave. [9]
3. También hay presencia de la perdiz colorada (Odontophorus hyperythrus), el perico paramuno (Leptosittaca branickii) y el terlaque andino (Andigena hypoglauca), lo que evidencia la riqueza de endemismos en el parque.

## Actividad sísmica y estado actual
Aunque el Paramillo del Quindío no presenta registros históricos de erupciones ni estudios volcanológicos recientes, el Observatorio Vulcanológico y Sismológico de Manizales del Servicio Geológico Colombiano ha registrado actividad sísmica menor en sus alrededores.
Desde el año 2010, se ha observado un incremento en la sismicidad asociada a la zona, lo que llevó a clasificar al volcán como activo en términos geodinámicos, según Londoño (2016). Este cambio de categoría se basa en criterios internacionales que consideran como activo a cualquier volcán con evidencia de actividad sísmica relacionada a procesos volcánicos, incluso si no hay erupciones recientes.

## Glaciares
El Nevado del Quindío, actualmente denominado Paramillo del Quindío, presenta evidencia de haber tenido glaciares tanto en tiempos geológicos como en épocas recientes. Con una altitud aproximada de 4.760 metros sobre el nivel del mar, este estratovolcán se encuentra en una región históricamente propensa a la formación de glaciares, dentro del Parque Nacional Natural Los Nevados.
Durante el Pleistoceno, especialmente en el Último Máximo Glacial (hace aproximadamente 20.000 años), la línea de nieve en los Andes colombianos se situaba alrededor de los 3.900 metros, lo que permite suponer la existencia de glaciares en Paramillo del Quindío durante ese período.
En tiempos más recientes, se ha documentado que el Paramillo del Quindío tuvo glaciares hasta mediados del siglo XX. El Instituto de Hidrología, Meteorología y Estudios Ambientales (IDEAM) reporta que los glaciares en este volcán desaparecieron hacia 1960. Esta información es respaldada por el artículo Vanishing giants: the tropical glaciers of Colombia facing extinction, que también indica la extinción del glaciar en Paramillo del Quindío alrededor de esa fecha.
La morfología en forma de anfiteatro y la erosión observada en el edificio volcánico refuerzan la hipótesis de actividad glacial en el pasado. Actualmente, el volcán no posee cobertura de hielo ni glaciares activos, lo cual refleja el rápido retroceso de los glaciares andinos en el contexto del cambio climático global.